# Wappervliegen
De wappervliegen of wenkvliegen (Sepsidae) zijn een familie uit de orde van de tweevleugeligen (Diptera), onderorde vliegen (Brachycera). Deze familie komt in alle ecozones voor en telt zo'n 38 geslachten en 345 soorten.
Francis Walker richtte de familie op in 1833. Het geslacht Sepsis is het typegeslacht van de familie.
Het zijn saprofage en coprofage vliegen; de meeste soorten worden aangetrokken door uitwerpselen, krengen en andere onwelriekende, rottende organische resten.
Het lichaam van de vliegen ziet er ongeveer uit als dat van een wesp of een gevleugelde mier vanwege de eerste twee segmenten van het abdomen die sterk zijn samengetrokken. Men kan de vliegen bij zonnig weer vaak over bladeren zien lopen, waarbij ze continu hun vleugels laten trillen; vandaar de naam wappervliegen.

## In Nederland waargenomen soorten
- Genus: Meroplius
  - Meroplius fukuharai
  - Meroplius minutus
- Genus: Nemopoda
  - Nemopoda nitidula
  - Nemopoda pectinulata
  - Nemopoda speiseri
- Genus: Orygma
  - Orygma luctuosum
- Genus: Saltella
  - Saltella sphondylii
- Genus: Sepsis
  - Sepsis biflexuosa
  - Sepsis cynipsea
  - Sepsis duplicata
  - Sepsis flavimana
  - Sepsis fulgens
  - Sepsis nigripes
  - Sepsis orthocnemis
  - Sepsis punctum
  - Sepsis thoracica
  - Sepsis violacea
- Genus: Themira
  - Themira annulipes
  - Themira biloba
  - Themira germanica
  - Themira gracilis
  - Themira leachi
  - Themira lucida
  - Themira minor
  - Themira nigricornis
  - Themira putris
  - Themira superba